# Rugby a 7 ai Giochi della XXXII Olimpiade - Torneo maschile
Il torneo di rugby a 7 maschile della XXXII Olimpiade fu il 2º torneo olimpico di rugby a 7 maschile e si tenne dal 26 al 28 luglio 2021 al Tokyo Stadium di Chōfu tra 12 squadre nazionali maggiori.
Il Giappone, come squadra del comitato organizzatore, era qualificato di diritto, mentre le altre 11 squadre provenivano dalle varie qualificazioni continentali (due dalle Americhe, una ciascuna da Europa, Africa, Asia e Oceania), dalle World Series 2018-19 (4 squadre) e dai ripescaggi (una squadra).
Federazione di riferimento per il torneo era World Rugby, organismo di governo mondiale di rugby a 7 e rugby a 15, che sovrintese alle fasi di qualificazione alla competizione.
Nel torneo di qualificazione fu l'Inghilterra a concorrere in nome della Gran Bretagna, la quale non ha una federazione propria nel rugby.
Per quanto riguarda invece l'Irlanda, qualificata al torneo olimpico nei ripescaggi, benché per World Rugby la squadra rappresenti l'intera isola, per il CIO rappresenta solo l'Éire; tuttavia gli atleti nordirlandesi hanno la facoltà di scegliere quale comitato olimpico, tra quello britannico e quello irlandese, essi preferiscano rappresentare.
Campione olimpica uscente era Figi, vincitrice sulla Gran Bretagna nella finale del 2016.
Gli isolani del Pacifico ripeterono la loro impresa, battendo la Nuova Zelanda campione mondiale per 27-12 e vincendo il loro secondo oro nel rugby nonché la seconda medaglia olimpica assoluta per il loro Paese; il terzo posto andò alla selezione dell'Argentina, che in finale sconfisse i vicecampioni uscenti britannici per 17 a 12.

## Squadre qualificate
| Fase                   | Africa  | Americhe             | Asia                             | Europa          | Oceania     | World Series                                     | Ripescaggi |
| ---------------------- | ------- | -------------------- | -------------------------------- | --------------- | ----------- | ------------------------------------------------ | ---------- |
| Ammissioni automatiche |         |                      | - Giappone (Paese organizzatore) |                 |             |                                                  |            |
| Qualificazioni         | - Kenya | - Argentina - Canada | - Corea del Sud                  | - Gran Bretagna | - Australia | - Figi - Nuova Zelanda - Stati Uniti - Sudafrica | - Irlanda  |

## Formula
Le 12 squadre furono ripartite in 3 gironi da 4 squadre, denominati da A a C, in ciascuno dei quali ogni squadra incontrò le altre tre con la formula del girone all'italiana e la classifica fu stilata secondo il seguente criterio: 3 punti alla squadra vincitrice, 2 ciascuno alle squadre che pareggiassero, 1 punto in caso di sconfitta e zero punti in caso di forfeit o abbandono della partita.
Al secondo turno a eliminazione diretta passavano le prime due squadre di ogni girone e le due migliori terze; ai fini della discriminante per squadre arrivate a pari punti, quella con il miglior risultato nell'incontro diretto tra le due aveva la precedenza; quanto invece alla migliore terza, la discriminante era il punteggio in classifica e, a seguire, la differenza punti fatti/subiti, la differenza mete fatte/subite, il numero di punti e il numero di mete.
Le due migliori terze, in ordine di seeding, presero la posizione 7 e 8; a quella non qualificata ai quarti fu assegnata la posizione 9.
Nella fase a eliminazione diretta, le ultime quattro (la peggiore terza e le quarte classificate di ogni girone, con seeding da 10 a 12 secondo i criteri summenzionati) si incontrarono per il torneo di assegnazione dei posti dal nono al dodicesimo: la squadra con il seeding 9 fu accoppiata a quella con seeding 12, quella con il seeding 10 a quella con il seeding 11; le vincitrici si affrontarono per il nono posto, le perdenti per l'undicesimo.
Nei quarti di finale, invece, gli accoppiamenti furono i seguenti, nell'ordine:
1. prima classificata del girone A – terza classificata con seeding 8
2. seconda classificata del girone C – seconda classificata del girone B
3. prima classificata del girone C – seconda classificata del girone A
4. prima classificata del girone B – terza classificata con seeding 7[7].

In ordine di incontro, le squadre sconfitte disputarono i play-off per i posti dal quinto all'ottavo, mentre le vincitrici per quelli della zona medaglie.
Per l'assegnazione della medaglia di bronzo fu prevista la finale per il terzo posto tra le due squadre sconfitte nelle semifinali per il titolo.

## Gironi
| Girone A                                                | Girone B                                   | Girone C                                    |
| ------------------------------------------------------- | ------------------------------------------ | ------------------------------------------- |
| - Argentina - Australia - Corea del Sud - Nuova Zelanda | - Canada - Figi - Giappone - Gran Bretagna | - Irlanda - Kenya - Stati Uniti - Sudafrica |

## Fase a gironi

### Girone A
| Data           | Incontro                      | Risultato | Sede  |
| -------------- | ----------------------------- | --------- | ----- |
| 26 luglio 2021 | Nuova Zelanda ‒ Corea del Sud | 50-5      | Chōfu |
| 26 luglio 2021 | Australia ‒ Argentina         | 19-29     | Chōfu |
| 26 luglio 2021 | Nuova Zelanda ‒ Argentina     | 35-14     | Chōfu |
| 26 luglio 2021 | Australia ‒ Corea del Sud     | 42-5      | Chōfu |
| 27 luglio 2021 | Argentina ‒ Corea del Sud     | 56-0      | Chōfu |
| 27 luglio 2021 | Nuova Zelanda ‒ Australia     | 14-12     | Chōfu |

#### Classifica
|    | Squadra       | G | V | N | P | P+ | P-  | P±   | PT |
| -- | ------------- | - | - | - | - | -- | --- | ---- | -- |
| A1 | Nuova Zelanda | 3 | 3 | 0 | 0 | 99 | 31  | +68  | 9  |
| A2 | Argentina     | 3 | 2 | 0 | 1 | 99 | 54  | +45  | 7  |
| A3 | Australia     | 3 | 1 | 0 | 2 | 73 | 48  | +25  | 5  |
|    | Corea del Sud | 3 | 0 | 0 | 3 | 10 | 148 | -138 | 3  |

### Girone B
| Data           | Incontro                 | Risultato | Sede  |
| -------------- | ------------------------ | --------- | ----- |
| 26 luglio 2021 | Figi ‒ Giappone          | 24-19     | Chōfu |
| 26 luglio 2021 | Gran Bretagna ‒ Canada   | 24-0      | Chōfu |
| 26 luglio 2021 | Gran Bretagna ‒ Giappone | 34-0      | Chōfu |
| 26 luglio 2021 | Figi ‒ Canada            | 28-14     | Chōfu |
| 27 luglio 2021 | Canada ‒ Giappone        | 36-12     | Chōfu |
| 27 luglio 2021 | Figi ‒ Gran Bretagna     | 33-7      | Chōfu |

#### Classifica
|    | Squadra       | G | V | N | P | P+ | P- | P±  | PT |
| -- | ------------- | - | - | - | - | -- | -- | --- | -- |
| B1 | Figi          | 3 | 3 | 0 | 0 | 85 | 40 | +45 | 9  |
| B2 | Gran Bretagna | 3 | 2 | 0 | 1 | 65 | 33 | +32 | 7  |
| B3 | Canada        | 3 | 1 | 0 | 2 | 50 | 64 | -14 | 5  |
|    | Giappone      | 3 | 0 | 0 | 3 | 31 | 94 | -63 | 3  |

### Girone C
| Data           | Incontro                | Risultato | Sede  |
| -------------- | ----------------------- | --------- | ----- |
| 26 luglio 2021 | Sudafrica ‒ Irlanda     | 33-14     | Chōfu |
| 26 luglio 2021 | Stati Uniti ‒ Kenya     | 19-14     | Chōfu |
| 26 luglio 2021 | Stati Uniti ‒ Irlanda   | 19-17     | Chōfu |
| 26 luglio 2021 | Sudafrica ‒ Kenya       | 14-5      | Chōfu |
| 27 luglio 2021 | Kenya ‒ Irlanda         | 7-12      | Chōfu |
| 27 luglio 2021 | Sudafrica ‒ Stati Uniti | 17-12     | Chōfu |

#### Classifica
|    | Squadra     | G | V | N | P | P+ | P- | P±  | PT |
| -- | ----------- | - | - | - | - | -- | -- | --- | -- |
| C1 | Sudafrica   | 3 | 3 | 0 | 0 | 64 | 31 | +33 | 9  |
| C2 | Stati Uniti | 3 | 2 | 0 | 1 | 50 | 48 | +2  | 7  |
|    | Irlanda     | 3 | 1 | 0 | 2 | 43 | 59 | -16 | 5  |
|    | Kenya       | 3 | 0 | 0 | 3 | 26 | 45 | -19 | 3  |

## Fase aplay-off

### Play-offper il 9º posto
|  | Semifinali    | Semifinali    | Semifinali |       |         | Finale 9º posto  | Finale 9º posto  | Finale 9º posto  |  |
|  |               |               |            |       |         |                  |                  |                  |  |
|  | Irlanda       | Irlanda       | 31         |       |         |                  |                  |                  |  |
|  | Irlanda       | Irlanda       | 31         |       |         |                  |                  |                  |  |
|  | Corea del Sud | Corea del Sud | 0          |       |         |                  |                  |                  |  |
|  | Corea del Sud | Corea del Sud | 0          |       | Irlanda | Irlanda          | 0                |                  |  |
|  |               |               |            |       | Irlanda | Irlanda          | 0                |                  |  |
|  |               |               | Kenya      | Kenya | 22      |                  |                  |                  |  |
|  | Kenya         | Kenya         | Kenya      | Kenya | 22      | 21               |                  |                  |  |
|  | Kenya         | Kenya         |            |       |         | 21               |                  |                  |  |
|  | Giappone      | Giappone      | 7          |       |         | Finale 11º posto | Finale 11º posto | Finale 11º posto |  |
|  | Giappone      | Giappone      | 7          |       |         |                  |                  |                  |  |
|  |               |               |            |       |         |                  |                  |                  |  |
|  |               |               |            |       |         | Corea del Sud    | Corea del Sud    | 19               |  |
|  |               |               |            |       |         | Corea del Sud    | Corea del Sud    | 19               |  |
|  |               |               |            |       |         | Giappone         | Giappone         | 31               |  |

#### Semifinali
| Arbitro: | Francisco González |

|                                           |    |  |
| Roche 2’ Conroy 4’, 14’ Mullin 12’, 14+1’ | mt |  |
| Dardis 12’, 14’, 14+1’                    | tr |  |

| Arbitro: | Damián Schneider |

|                                |    |           |
| Otieno 4’ Oluoch 6’ Amonde 12’ | mt | 2’ Matsui |
| Olindi 4’, 6’, 12’             | tr | 2’ Kano   |

#### Finale per l'11º posto
| Arbitro: | Richard Haughton |

|                                 |    |                                                    |
| Coquillard 1’ Jang 5’ Jeong 11’ | mt | 3’ Tuqiri 6’ Hikosaka 7+3’ Kano 8’ Matsui 12’ Hano |
| Coquillard 1’, 11’              | tr | 3’, 6’, 8’ Kano                                    |

#### Finale per il 9º posto
| Arbitro: | Damián Schneider |

|  |    |                                           |
|  | mt | 6’ Olindi 11’ Ojee 13’ Ambaka 14+1’ Taabu |
|  | tr | 6’ Olindi                                 |

### Play-offmedaglie
|  | Quarti di finale | Quarti di finale |               |           | Semifinali                | Semifinali                |  |  | Finale | Finale |
|  |                  |                  |               |           |                           |                           |  |  |        |        |
|  |                  |                  |               |           |                           |                           |  |  |        |        |
|  |                  |                  |               |           |                           |                           |  |  |        |        |
|  | Nuova Zelanda    | 21               |               |           |                           |                           |  |  |        |        |
|  | Nuova Zelanda    | 21               |               |           |                           |                           |  |  |        |        |
|  | Canada           | 10               |               |           |                           |                           |  |  |        |        |
|  | Canada           | 10               | Nuova Zelanda | 29        |                           |                           |  |  |        |        |
|  |                  |                  | Nuova Zelanda | 29        |                           |                           |  |  |        |        |
|  |                  | Gran Bretagna    | 7             |           |                           |                           |  |  |        |        |
|  | Gran Bretagna    | Gran Bretagna    | 7             | 26        |                           |                           |  |  |        |        |
|  | Gran Bretagna    |                  |               | 26        |                           |                           |  |  |        |        |
|  | Stati Uniti      | 21               |               |           |                           |                           |  |  |        |        |
|  | Stati Uniti      | 21               | Nuova Zelanda | 12        |                           |                           |  |  |        |        |
|  |                  |                  | Nuova Zelanda | 12        |                           |                           |  |  |        |        |
|  |                  | Figi             | 27            |           |                           |                           |  |  |        |        |
|  | Sudafrica        | Figi             | 27            | 14        |                           |                           |  |  |        |        |
|  | Sudafrica        |                  |               | 14        |                           |                           |  |  |        |        |
|  | Argentina        | 19               |               |           |                           |                           |  |  |        |        |
|  | Argentina        | 19               | Argentina     | 14        | Finale per il terzo posto | Finale per il terzo posto |  |  |        |        |
|  |                  |                  | Argentina     | 14        | Finale per il terzo posto | Finale per il terzo posto |  |  |        |        |
|  |                  | Figi             | 26            |           |                           |                           |  |  |        |        |
|  | Figi             | Figi             | 26            | 19        | Gran Bretagna             | 12                        |  |  |        |        |
|  | Figi             |                  |               | 19        | Gran Bretagna             | 12                        |  |  |        |        |
|  | Australia        | 0                |               | Argentina | 17                        |                           |  |  |        |        |
|  | Australia        | 0                |               |           | 17                        |                           |  |  |        |        |
|  |                  |                  |               |           |                           |                           |  |  |        |        |
|  |                  |                  |               |           |                           |                           |  |  |        |        |

#### Quarti di finale
| Arbitro: | Jordan Way |

|                             |    |                        |
| Knewstubb 5’, 7’ Curry 7+2’ | mt | 14’ Kay 14+2’ H. Jones |
| Knewstubb 5’, 7’ Curry 7+2’ | tr |                        |

| Arbitro: | James Doleman |

|                                                      |    |                         |
| Lindsay-Hague 7+1’ Harris 8’ A. Davis 11’ Norton 12’ | mt | 2’ Barrett 4’, 5’ Baker |
| Bibby 7+1’, 8’, 11’                                  | tr | 2’, 4’, 5’ Hughes       |

| Arbitro: | Damon Murphy |

|                       |    |                             |
| Davids 2’ tecnica 14’ | mt | 5’, 7+1’ Moneta 13’ Álvarez |
| Geduld 2’             | tr | 5’, 7+1’ Mare               |

| Arbitro: | Craig Evans |

|                           |    |  |
| Tuwai 4’, 12’ Tuimaba 13’ | mt |  |
| Bolaca 4’ Botitu 12’      | tr |  |

#### Play-offper il 5º posto
|  | Semifinali  | Semifinali  | Semifinali |           |             | Finale 5º posto | Finale 5º posto | Finale 5º posto |  |
|  |             |             |            |           |             |                 |                 |                 |  |
|  | Canada      | Canada      | 14         |           |             |                 |                 |                 |  |
|  | Canada      | Canada      | 14         |           |             |                 |                 |                 |  |
|  | Stati Uniti | Stati Uniti | 21         |           |             |                 |                 |                 |  |
|  | Stati Uniti | Stati Uniti | 21         |           | Stati Uniti | Stati Uniti     | 7               |                 |  |
|  |             |             |            |           | Stati Uniti | Stati Uniti     | 7               |                 |  |
|  |             |             | Sudafrica  | Sudafrica | 28          |                 |                 |                 |  |
|  | Sudafrica   | Sudafrica   | Sudafrica  | Sudafrica | 28          | 22              |                 |                 |  |
|  | Sudafrica   | Sudafrica   |            |           |             | 22              |                 |                 |  |
|  | Australia   | Australia   | 19         |           |             | Finale 7º posto | Finale 7º posto | Finale 7º posto |  |
|  | Australia   | Australia   | 19         |           |             |                 |                 |                 |  |
|  |             |             |            |           |             |                 |                 |                 |  |
|  |             |             |            |           |             | Canada          | Canada          | 7               |  |
|  |             |             |            |           |             | Canada          | Canada          | 7               |  |
|  |             |             |            |           |             | Australia       | Australia       | 26              |  |

##### Semifinali
| Arbitro: | Francisco González |

|                         |    |                            |
| H. Jones 7’ Douglas 14’ | mt | 3’, 14+2’ Isles 13’ Iosefo |
| Hirayama 7’, 13’, 14’   | tr | 3’ Hughes                  |

| Arbitro: | Craig Evans |

|                                            |    |                                     |
| Soyizwapi 2’ R. Brown 6’, 8’ Pretorius 13’ | mt | 8’ Miller 11’ Turner 13’ Longbottom |
| Geduld 8’                                  | tr | 8’ Miller 13’ Longbottom            |

##### Finale per il 7º posto
| Arbitro: | Paulo Duarte |

|             |    |                                                |
| Braid 4’    | mt | 2’ Lawson 7’ L. Anderson 10’ Malouf 13’ Miller |
| Hirayama 4’ | tr | 2’ Coward 10’ Longbottom                       |

##### Finale per il 5º posto
| Arbitro: | Sam Grove-White |

|            |    |                                              |
| Tomasin 5’ | mt | 3’ Geduld 7+1’ Makata 13’ Arendse 14+1’ Gans |
| Hughes 5’  | tr | 3’, 7+1’ R. Brown 13’, 14+1’ B. du Preez     |

#### Play-offper il titolo

##### Semifinali
| Arbitro: | Damon Murphy |

|                                          |    |           |
| Curry 3’, 14’ Ware 7+1’, 10’ Collier 12’ | mt | 4’ Norton |
| Knewstubb 3’, 7+1’                       | tr | 4’ Bibby  |

| Arbitro: | James Doleman |

|                      |    |                                                   |
| Moneta 7’ Mendy 7+1’ | mt | 3’ Maqala 5’ Derenalagi 9’ Wainiqolo 12’ Radradra |
| Mare 7’, 7+1’        | tr | 3’ Bolaca 9’ Nacuqu 12’ Botitu                    |

##### Finale per il 3º posto
| Arbitro: | James Doleman |

|                             |    |                                    |
| Harris 1’ Lindsay-Hague 10’ | mt | 5’ Bazán Vélez 6’ Moneta 12’ Mendy |
| Bibby 10’                   | tr | 6’                                 |

##### Finale
| Arbitro: | Damon Murphy |

|                                                                          |              |                                                                                               |
| Curry 4’ Molia 7+2’                                                      | mt           | 2’ Derenalagi 3’ Maqala 6’ Wainiqolo 12’ Tuivuaka                                             |
| Knewstubb 7+2’                                                           | tr           | 3’, 6’ Bolaca                                                                                 |
|                                                                          | c.p.         | 14+1’ Nacuqu                                                                                  |
| · Curry (c) · Mikkelson · Collier · Knewstubb · Ware · 9’ Webber · Molia | Formazioni   | · Vakurunabili 9’ · Baleiwairiki · Wainiqolo 9’ · Derenalagi · Tuwai (c) · Bolaca · Maqala 8’ |
| · 9’ McGarvey-Black                                                      | Sostituzioni | · Nacuqu 8’ · Tuivuaka 9’ · Tuimaba 9’                                                        |
| Clark Laidlaw                                                            | Allenatori   | Gareth Baber                                                                                  |

## Classifica finale
| Pos. | Nazione       |
| ---- | ------------- |
|      | Figi          |
|      | Nuova Zelanda |
|      | Argentina     |
| 4    | Gran Bretagna |
| 5    | Sudafrica     |
| 6    | Stati Uniti   |
| 7    | Australia     |
| 8    | Canada        |
| 9    | Kenya         |
| 10   | Irlanda       |
| 11   | Giappone      |
| 12   | Corea del Sud |